# Hilbert-Smith-Vermutung
Die Hilbert-Smith-Vermutung ist eine Vermutung aus der Mathematik, die Hilberts fünftes Problem verallgemeinert.
Hilberts fünftes Problem war die Vermutung, dass eine topologische Gruppe, die eine topologische Mannigfaltigkeit („lokal euklidisch“) ist, isomorph zu einer Lie-Gruppe sein muss. Sie wurde in den 1950er Jahren von Andrew Gleason, Deane Montgomery und Leo Zippin bewiesen.
Die als Hilbert-Smith-Vermutung bekannte Verallgemeinerung wurde 1939 von Paul A. Smith formuliert. Sie besagt, dass eine lokalkompakte topologische Gruppe, die stetig und treu auf einer zusammenhängenden topologischen Mannigfaltigkeit wirkt, isomorph zu einer Lie-Gruppe sein muss.
Die Hilbert-Smith-Vermutung lässt sich darauf zurückführen, dass für eine Primzahl {\displaystyle p} die Gruppe der ganzen p-adischen Zahlen {\displaystyle \mathbb {Z} _{p}} keine solche Wirkung zulässt.
Für 3-Mannigfaltigkeiten wurde diese Vermutung 2011 von John Pardon bewiesen.